# 9008 Bohšternberk
9008 Bohšternberk là một tiểu hành tinh vành đai chính với chu kỳ quỹ đạo là 1173.4089113 ngày (3.21 năm).
Nó được phát hiện ngày 27 tháng 1 năm 1984.